# ویل اسمیت (بازیکن فوتبال، زاده ۱۹۹۸)
ویل اسمیت (انگلیسی: Will Smith؛ زادهٔ ۴ نوامبر ۱۹۹۸) بازیکن فوتبال اهل بریتانیا است.
از باشگاه‌هایی که در آن بازی کرده‌است می‌توان به باشگاه فوتبال بارنزلی اشاره کرد.